# Leisure Knoll
Leisure Knoll és una concentració de població designada pel cens dels Estats Units a l'estat de Nova Jersey. Segons el cens del 2000 tenia 2.467 habitants.

## Demografia
Segons el cens del 2000, Leisure Knoll tenia 2.467 habitants, 1.540 habitatges, i 845 famílies. La densitat de població era de 1.082,4 habitants/km².
Dels 1.540 habitatges en un 0% hi vivien nens de menys de 18 anys, en un 51,1% hi vivien parelles casades, en un 3,1% dones solteres, i en un 45,1% no eren unitats familiars. En el 43,1% dels habitatges hi vivien persones soles el 40,8% de les quals corresponia a persones de 65 anys o més que vivien soles. El nombre mitjà de persones vivint en cada habitatge era d'1,6 i el nombre mitjà de persones que vivien en cada família era de 2,06.
Per edats la població es repartia de la següent manera: un 0,1% tenia menys de 18 anys, un 0,2% entre 18 i 24, un 1,1% entre 25 i 44, un 13,9% de 45 a 60 i un 84,7% 65 anys o més.
L'edat mediana era de 75 anys. Per cada 100 dones de 18 o més anys hi havia 68,8 homes.
La renda mediana per habitatge era de 36.207 $ i la renda mediana per família de 41.741 $. Els homes tenien una renda mediana de 41.964 $ mentre que les dones 27.727 $. La renda per capita de la població era de 25.012 $. Aproximadament l'1,6% de les famílies i el 2,4% de la població estaven per davall del llindar de pobresa.

## Poblacions més properes
El següent diagrama mostra les poblacions més properes.